# Ère Gupta
L’ère Gupta est une ère calendaire (en) historique qui commence entre 318 et 319 de notre ère. Il était utilisé par les empereurs Gupta, ainsi que par leurs vassaux et leurs successeurs dans le nord de l'Inde et au Népal. Elle est identique à l’ère Vallabhi (ou ère Valabhi), qui était utilisée dans la région de Saurashtra, dans l'ouest de l'Inde, bien que les différences régionales conduisent à un calcul légèrement différent pour la conversion des années de l'ère Vallabhi en ère commune.

## Histoire et datation
On pense maintenant que l'ère Gupta a été commencée avec les rois Gupta, bien que plusieurs débats aient eu lieu sur son origine dans le passé. L'écrivain persan Al-Biruni du XIe siècle, qui décrivait les Guptas comme « méchants », a déclaré à tort que l'ère Gupta marquait la fin de la dynastie des Gupta. Il a daté le début de l'ère Gupta à l'an 241 de l'ère Saka, soit de 318 à 319 de notre ère. La revendication d'Al-Biruni a par la suite mené à des débats sur l'origine de cette époque parmi les historiens du XIXe siècle.
John Faithfull Fleet (en) a analysé les inscriptions Gupta et s'est rendu compte qu'elles étaient datées des années d'une époque donnée du calendrier. Il croyait que l'ère avait été fondée par le roi Jayadeva de la dynastie Licchavi (ancêtres des Guptas) et avait ensuite été adoptée par les Guptas.
Des découvertes et des analyses ultérieures indiquent que cette époque a été fondée par les Guptas et était connue après eux. Par exemple:
- L'inscription au pilier en pierre Mathura, émise par Chandragupta II, est datée de l'an 61 « suivant l'ère des Guptas » (Gupta-kālā nuvartamāna) ;
- Les inscriptions Sarnath de Kumâragupta Ier et Budhagupta (en) font également référence à l'ère Gupta ;
- L'inscription de Skandagupta dans le roc de Junagadh mentionne la phrase Gupta-prakāle ou Guptasya-kāle ;
- L'inscription sur plaque de cuivre de Gandjam datant du règne de Shashanka (en) est datée de l'an 300 de l'ère Gupta (Gauptabda varsha-shatatraye).

Georg Bühler a conclu que Chandragupta Ier avait initié l'ère Gupta en 318–319 de notre ère, pour marquer son couronnement. C'est la théorie la plus répandue sur l'origine de l'époque. Cependant, cela ne peut pas être dit avec certitude, et l'ère a peut-être été commencée par ses prédécesseurs ou son fils Samudragupta Certaines autres théories retracent l'origine de l'ère jusqu'au IIIe siècle de notre ère ou avant, mais ce point de vue est maintenant discrédité : l'inscription de Shashanka au VIIe siècle est datée du 300e anniversaire de l'ère Gupta et prouve que l'ère Gupta a commencé au IVe siècle.

## Utilisation
L'ère Gupta a été utilisée dans le nord de l'Inde, dans l'ouest de l'Inde et dans certaines parties de l'est de l'Inde jusqu'à la fin de la dynastie des Gupta au VIe siècle de notre ère.
En plus des dirigeants Gupta, l’époque Gupta fut également utilisée par leurs vassaux et leurs successeurs, tels que :
- la dynastie des Maitraka (en) de Vallabhi (en) : il en résulta que l'ère s'appelait « l'ère des Vallabhi » sur le territoire dirigé par les Maitraka[4],[5] ;
- Shashanka (en)[2] ;
- la dynastie Parivrajaka (en) de l'Inde centrale[6] ;
- la dynastie Uchchhakalpa (en) de l'Inde centrale[6].

## Conversion en ère commune
Selon les calculs de John Faithfull Fleet (en), l'ère Gupta a commencé le premier jour du paksa (quinzaine brillante) du mois de Chaitra. Selon les conventions régionales, le processus de conversion des années de l'ère Gupta en années de l'ère commune (EC) est différent:
- Les premières inscriptions datées de l'ère Gupta suivaient le schéma prévalant dans le nord de l'Inde : le premier mois de l'année était Chaitra (chaitradi) et le mois commençait à partir du jour de la pleine lune (purnimanta).
  - L'année mentionnée dans ces inscriptions est généralement l'année en cours au moment de la délivrance. Ainsi, la date de ces inscriptions peut être convertie en EC en ajoutant 320 ou 321.
  - Si l'année mentionnée dans la date est l'année écoulée (c'est-à-dire l'année précédente au moment de l'émission), la date peut être convertie en EC en ajoutant 319 ou 320.
- Les dernières inscriptions du territoire de Maitraka (« époque Vallabhi ») suivent le schéma qui prévaut dans le sud et l'ouest de l'Inde : le premier mois de l'année est le kartika (karttikadi) et le mois commence à partir du jour de la nouvelle lune (en) (amanta). Pour cette raison, les dates sont décalées de 5 mois.
  - Pour les inscriptions qui mentionnent l'année en cours, la date peut être convertie en EC en ajoutant 319 ou 320.
  - Pour les inscriptions qui mentionnent l'année expirée, la date peut être convertie en EC en ajoutant 318 ou 319.